# منبع دست سوم
در تاریخ‌نگاری و روزنامه‌نگاری، منبع دست سوم یا منبع ثالثه (به انگلیسی: tertiary source)، به منبعی گفته می‌شود که از منابع دست اول و منابع دست دوم استفاده کرده باشد. منبع دست سوم هیچگاه در رویداد دخیل نیست و عموماً انتظار می‌رود مستقل و یک شاهد بیرونی باشد، اما مواردی وجود دارد که منبع دست سوم ممکن است دیدگاه‌های سرسختانه‌ای دربارهٔ رویداد داشته باشد.
از جمله منابع دست سوم می‌توان به دانشنامه‌ها (مانند دانشنامهٔ ایرانیکا، بریتانیکا، اسلام، جهان اسلام، قرآن، جودائیکا، و دائرةالمعارف بزرگ اسلامی) اشاره کرد.

## دسته‌بندی منابع
| شخص                 | مثال ساده |
| ------------------- | --- |
| مطالب منابع دست اول | - حکایت یک رویداد، نوشته‌شده به دست شاهدان عینی. - نتیجه‌گیری‌های بدیع در گزارش‌های علمی. - پرونده‌های دادگاه، اسناد قانونی و پتنت‌ها. - سخن‌رانی‌های سیاست‌مداران یا فعالان در زمینهٔ دیدگاه‌ها و اهدافشان  |
| مطالب منابع دست دوم | - مقالهٔ یک مجله برپایهٔ گزارش‌های رسانه‌های دیگر - کتابی در مورد یک رویداد تاریخی که برپایهٔ نامه‌ها و خاطرات نوشته شده است - بازبینی سامانمند، یا بازبینی ادبی که حاصل ترکیب نتایج تحقیقات قبلی باشد. |
| مطالب منابع دست سوم | - دانشنامه یا فرهنگ نوین - کتابی دربارهٔ یک رویداد تاریخی که کاملاً برپایهٔ کتاب‌های دیگری که در مورد آن موضوع هستند باشد - بیشتر کتاب‌های درسی تاریخی و علمی که برای کودکان نوشته می‌شوند              |

سلام